# تورستن سونسون
تورستن سونسون (سوئدی: Thorsten Svensson; ۸ اکتبر ۱۹۰۱ – ۲۹ ژوئن ۱۹۵۴) بازیکن فوتبال اهل سوئد بود.
وی به همراه تیم ملی فوتبال سوئد به مدال برنز مسابقات فوتبال در بازی‌های المپیک تابستانی ۱۹۲۴ دست پیدا کرده‌است.